# Hruba Śnieżna Kopa
Hruba Śnieżna Kopa (słow. Hrubá Snežná kopa, 2320 m) – jedna z trzech Śnieżnych Kop w głównej grani Tatr Wysokich w ich słowackiej części. Od położonej po północno-zachodniej stronie Pośredniej Śnieżnej Kopy oddziela ją przełęcz Wyżnia Śnieżna Ławka, od położonego po południowo-wschodniej stronie Wschodniego Żelaznego Szczytu przełęcz Wschodnie Żelazne Wrota.
Na południe, do Żelaznej Kotliny Hruba Śnieżna Kopa opada ścianą o około 140-metrowej wysokości. Z prawej strony (patrząc od dołu) ścianę tę ogranicza szerokie, piarżyste koryto opadające ze Wschodnich Żelaznych Wrót, z lewej żleb opadający z Wyżniej Śnieżnej Ławki. Najbardziej stroma jest prawa część ściany. Ku północnemu wschodowi, do Kaczego Bańdziocha, opada stroma ściana o wysokości około 150 m ograniczona po bokach depresją ze Wschodnich Żelaznych Wrót i Żlebem Asnyka.

## Drogi wspinaczkowe
1. Grań ze Wschodnich na Zachodnie Żelazne Wrota; maksymalne trudności IV, czas przejścia 1 godz.[3]
2. Od północy, ze Śnieżnej Galerii; 0, 15 min
3. Prawą częścią północno-wschodniej ściany (Agrolučky); V, odcinek VI-
4. Północno-wschodnią ścianą; III, 2 godz.
5. Prawym filarem południowej ściany; II, miejsce IV, 1 godz.
6. Prawym żlebem południowej ściany; II, miejsce IV, 1 godz.
7. Lewym żlebem południowej ściany; II, 1 godz.
8. Południowo-zachodnim żebrem; II, 1 godz.[3]

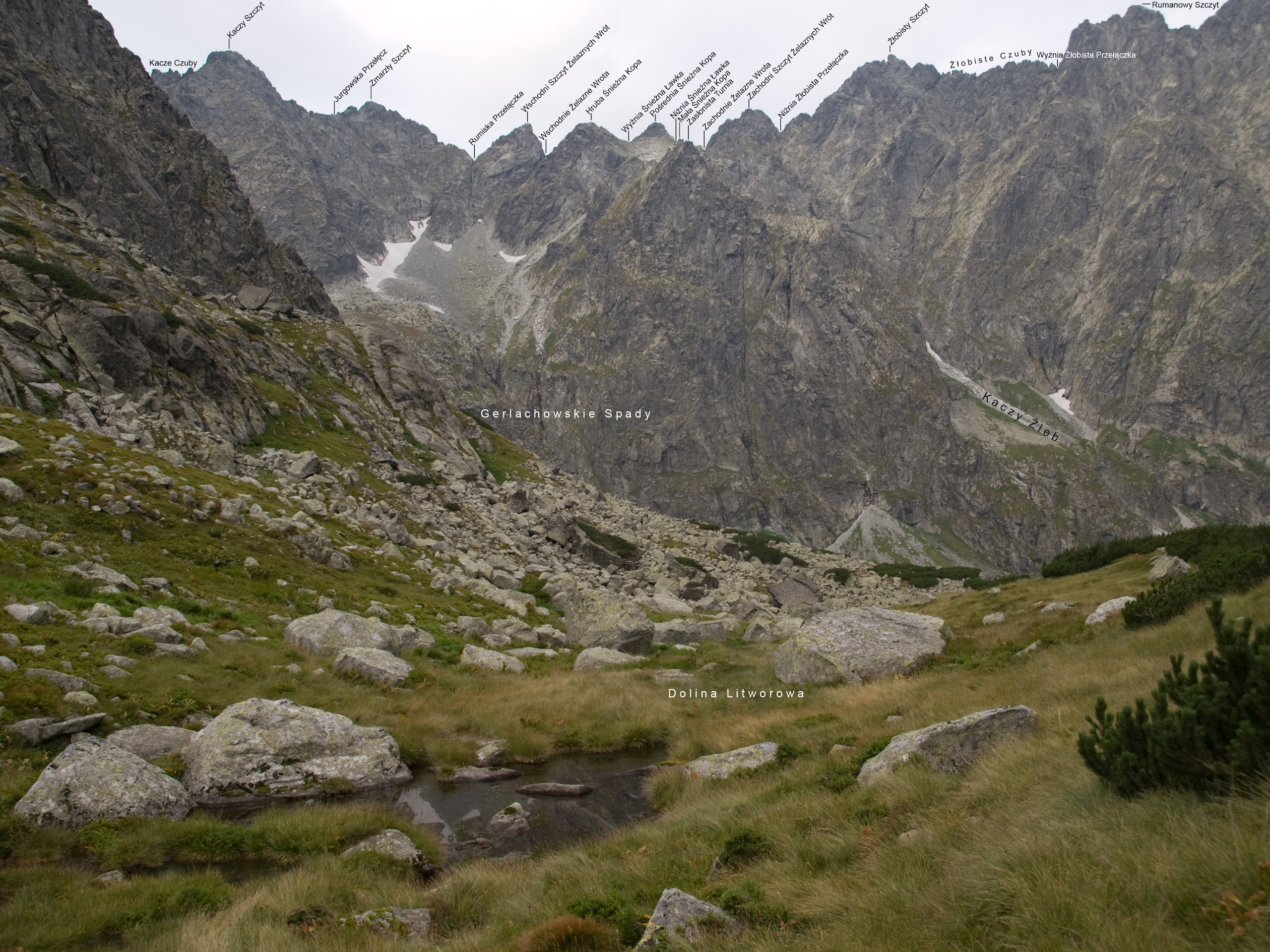
Widok od północy